# Idaea mosquensis
Idaea mosquensis är en fjärilsart som beskrevs av Heyne 1899. Idaea mosquensis ingår i släktet Idaea och familjen mätare. Inga underarter finns listade i Catalogue of Life.